# Diventi Inventi
Diventi Inventi è un singolo del cantautore italiano Niccolò Fabi, pubblicato il 19 settembre 2017 come secondo estratto dalla seconda raccolta Diventi Inventi 1997-2017.

## Video musicale
Il video è stato diretto da Valentina Pozzi.

## Tracce
1. Diventi Inventi – 4:58